# Castell de la Figuerosa
Castell de la Figuerosa és un castell de la Figuerosa, al municipi de Tàrrega (Urgell), declarat bé cultural d'interès nacional.

## Descripció
Només queden unes poques ruïnes en disposició quadrada. En total són tres munts individuals col·locats intentant crear un quadrat. Tots tres conserven la mateixa alçada del mur, que no arriba al metre. Són petits murs formats per pedres irregulars lligades amb morter les quals formen una paret de poca alçada. No s'aprecien prou bé, ja que la ubicació on es conserven està en plena d'herba i fenàs. Pel vessant oest i sud-oest del turó s'aprecien restes d'estructures que podrien formar part del castell.

## Història
Documentat el 1105. De l'antic castell de la Figuerosa, datat en el segle xi, en nasqué la població. S'anà configurant al seu voltant, ja que estava situat damunt d'un turó. Aquest castell pertanyia al terme de Guissona, dins del comtat d'Urgell. És esmentat per primera vegada l'any 1075 quan el comte d'Urgell, Ermengol IV, li cedí la Figuerosa a Arnau Traver.